# Federico Rangel Lozano
Federico Rangel Lozano (Colima, 15 de diciembre de 1967) es un Maestro y Político Mexicano, militó en el Partido Revolucionario Institucional y antiguo diputado con licencia del Congreso de Colima en el Grupo Parlamentario del PRI de la LVI Legislatura del Congreso del Estado de Colima. Fue Secretario General de la Sección 39 del SNTE. Se desempeñó como Regidor y fue presidente de su partido (2007-2010), en la Ciudad Capital Colima, donde fueron reconocidos sus logros al incrementar la base militante. Ganó la elección del 5 de julio de 2009, con la más alta votación para diputado local de todo el estado, a un  político colimense con una gran trayectoria, Carlos Vázquez Oldenbourg. A la llegada de Mario Anguiano Moreno como gobernador de Colima fue nombrado secretario de Educación de Colima. Considerado el mejor en su desempeño hasta el momento. . Fue elegido Presidente Municipal de Colima, el 1 de julio de 2012, con la mayor votación para alcalde en la entidad, venciendo a Pedro Peralta Rivas, uno de los más destacados panistas colimenses. Como alcalde de Colima ha hecho una intensa labor de pavimentación con concreto hidráulico, empedrados, alumbrado público, construcción de puentes, de espacios deportivos y multiplicado la participación ciudadana, así como las actividades educativas, artísticas y culturales. Recientemente logró que Colima fuera una de las sedes de la Feria Internacional del Libro Politécnica 2013, organizada por el IPN.Fue presidente del Comité Directivo Estatal del PRI. En 2015 fue elegido como diputado local plurinominal por parte de su partido (PRI) en la LVIII Legislatura del Congreso del Estado de Colima. 